# Akhové

Vlajka Akhů

Akhové (Akha) je národnost žijící v horských oblastech jihovýchodní Asie. Počet Akhů se odhaduje mezi čtyřmi a sedmi sty tisíci. Jejich jazyk avkavdawv náleží mezi lolo-barmsko-naxské jazyky. Národnost se dělí na řadu podskupin, z nichž nejpočetnější jsou Pulyové.
Akhové se živí převážně zemědělstvím, praktikují žďáření a pěstují horskou suchomilnou odrůdu rýže, která je jejich hlavní stravou. Dalšími plodinami jsou opium, chilli paprička, rajče jedlé a sója luštinatá. Jejich společnost je rovnostářská, náčelníky se stávají nejstarší a nejváženější obyvatelé vesnice. Vyznávají animistické náboženství zvané zahv, jehož součástí je kult předků. Na okrajích vesnic budují bohatě vyřezávané dřevěné brány, jejichž funkcí je odstrašovat zlé duchy. Na konci srpna, před sklizní rýže, slaví svátek yehkuja, k němuž patří společné houpání na velkých houpačkách. Akhové nosí bavlněné oděvy, obarvené načerno výtažky z rostlin. K ženskému kroji patří čapky zdobené množstvím stříbrných plíšků (převážně starých mincí) a látkové návleky na lýtka, chránící před hmyzem a trny.
Akhové nevyvinuli písmo, mají však ústně předávaný posvátný text Akhazang (doslova „Cesta Akhů“), který zahrnuje více než deset tisíc veršů pojednávajících o historii, genealogii, náboženství, obsahuje také instrukce týkající se každodenního života. Lidé, kteří dokáží zpaměti recitovat Akhazang, se nazývají „pima“ a patří ke společenské elitě. Rodiny Akhů jsou patrilineární a sdružují se do klanů. Podle Akhů má každá věc duchovní podstatu zvanou néq, s níž se komunikuje pomocí různých rituálů.
Akhové žili původně v jižní části Číny, odkud se v průběhu 20. století stěhovali za obživou a v důsledku válek směrem k jihu. V Thajsku je jím odpíráno občanství a jsou vystavováni perzekuci, která souvisí se snahou vlády vymýtit pěstování opia. Akhové jsou proti své vůli usazováni ve vesnicích, které slouží jako turistická atrakce. Český etnograf Tomáš Ryška, působící pro organizaci Working Group on Indigenous Populations, podal svědectví o neetických praktikách západních rozvojových organizací, zejména křesťanských misionářů, které vesničanům vnucují svoje hodnoty a likvidují jejich zažitý způsob života. Podle jeho výpovědi natočil Steve Lichtag dokumentární film Zajatci bílého boha.
V Číně jsou Akhové úředně uznáváni jako podskupina Chaniů, ale sami se považují za samostatné etnikum.